# الكلية التكنولوجية بالصحافة
الكلية التكنولوجية بالصحافة هي من المعاهد الحكومية المصرية وتضم 4 معاهد.

## المعاهد
المعهد الفني الصناعي بالصحافة - المعهد الفني للمساحة والري بالجيزة - المعهد الفني لمواد البناء بحلوان - المعهد الفني التجاري بالروضة